# Luisina Yaccuzzi
Luisina Yaccuzzi (ur. 12 czerwca 1989, Argentyna) – argentyńska siatkarka grająca jako przyjmująca. Obecnie występuje w drużynie Estudiantes de Paraná.